# Maszlay Lajos
Maszlay Lajos (Budapest, 1903. október 2. – Budapest, 1979. december 1.) világbajnok, olimpiai bronzérmes vívó, honvédtiszt.

## Sportpályafutása
A Ludovika Akadémián végzett tisztként 1931-től a Honvéd Tiszti Vívó Klub, 1945-től a Toldi Miklós SE, 1947-től a Csepeli Vasas, majd 1950-től a Budapesti Honvéd vívója volt. Mindhárom fegyvernemben versenyzett. Nemzetközi versenyeken a második világháború előtt tőr- és kardvívásban, a háború után tőrvívásban ért el jelentős eredményeket. 1931-től 1953-ig szerepelt a magyar válogatottban. A magyar csapat tagjaként összesen kettő világbajnoki és négy Európa-bajnoki (nem hivatalos világbajnoki) érmet nyert. Egyéni tőrvívásban, illetve a magyar tőrcsapat tagjaként részt vett az 1936. évi berlini, az 1948. évi londoni és az 1952. évi helsinki olimpián. 1948-ban egyéniben, 1952-ben csapatban a harmadik helyen végzett. Londonban nyert bronzérme egyben pályafutása legjobb egyéni eredménye is. Huszonnégy magyar bajnoki címe közül egyet nyert egyéni számban. Az aktív sportolást 1953-ban fejezte be.

### Sporteredményei

#### Tőrvívásban
- kétszeres olimpiai 3. helyezett
  - 1948, London: egyéni
  - 1952, Helsinki: csapat (Berczelly Tibor, Gerevich Aladár, Palócz Endre, Sákovics József, Tilli Endre)
- olimpiai 5. helyezett:
  - 1948, London: csapat (Bay Béla, Dunay Pál, Gerevich Aladár, Hátszegi József, Palócz Endre)
- világbajnoki 3. helyezett:
  - 1953, Brüsszel: csapat (Gerevich Aladár, Gyuricza József, Palócz Endre, Sákovics József, Tilli Endre)
- Európa-bajnoki (nem hivatalos világbajnoki) 3. helyezett:
  - 1933, Budapest: csapat (Gözsy Sándor, Hajdú János, Hátszegi József, Hátszegi Ottó, Meszlényi Egon)
  - 1935, Lausanne: csapat (Bay Béla, Dunay Pál, Gerevich Aladár, Hajdú János, Idrányi Ferenc)
- Európa-bajnoki (nem hivatalos világbajnoki) 4. helyezett:
  - 1934, Varsó: csapat (Dunay Pál, Gözsy Sándor, Hajdú János, Hátszegi Ottó, Zirczy Antal)
- tizenháromszoros magyar bajnok:
  - csapat: 1931–1933, 1935–1938, 1940–1942, 1944, 1947, 1949

#### Kardvívásban
- világbajnok:
  - 1937, Párizs: csapat (Berczelly Tibor, Gerevich Aladár, Kovács Pál, Rajcsányi László, Rajczy Imre)
- kétszeres Európa-bajnok (nem hivatalos világbajnok):
  - 1933, Budapest: csapat (Gerevich Aladár, Kabos Endre, Kovács Pál, Piller György, Zirczy Antal)
  - 1935, Lausanne: csapat (Berczelly Tibor, Gerevich Aladár, Kabos Endre, Rajcsányi László, Rajczy Imre)
- kilencszeres magyar bajnok:
  - egyéni: 1938
  - csapat: 1937, 1939, 1941, 1943, 1944, 1948, 1949, 1951

#### Párbajtőrvívásban
- kétszeres magyar bajnok:
  - csapat: 1932, 1933

## Díjai, elismerései
- A Magyar Népköztársaság Érdemes Sportolója (1954)[1]